# Metaschalis argentomaculata
Metaschalis argentomaculata är en fjärilsart som beskrevs av Nakamura 1976. Metaschalis argentomaculata ingår i släktet Metaschalis och familjen tandspinnare. Inga underarter finns listade i Catalogue of Life.